# 터닝메카드의 등장인물 목록
애니메이션 시리즈 《터닝메카드》의 등장인물 목록이다.

## 주연
1기(2015년 ~ 2016년)부터 등장
- 나찬 (성우: 소연)

- 이소벨 (성우: 윤미나)

- 리안 (성우: 김율)

- 반다인 (성우: 이현진)

- 도깨비단(다비 & 다나) (성우: 이지현/이재현)

2기(W)(2016년 ~ 2017년)부터 등장
- 류 (나찬의 미래 아들)  (성우: 윤아영~김영은)

- 데미안 (성우: 양정화~김은아)

- 카밀라 (성우: 강시현~정혜원)

- 나로 (성우: 김채하)

- 로키 (성우: 조현정)

- 데이지 (성우: 정혜원)

- 서준 (성우: 김영은)

## 조연
1기(2015년 ~ 2016년)부터 등장
- 공주희 (성우: 이지현)

- 천재형 (성우: 이재현)

- 기운찬 (성우: 홍범기)

- 야롱이 (고양이) (나찬의 반려묘) (성우: 이재현)

- 블루랜드의 여왕 (성우: 이현진)

- 레드홀의 국왕 (리안의 아버지) (성우: 이상범)

- 레온 (리안의 형) (성우: 박성태)

- 나찬의 어머니 (성우: 윤미나)

- 프랭클린 박사 (이소벨의 아버지) (성우: 정재헌)

- 도깨비단의 부모님 (성우: 현경수/김율)

- 미스터 K (나찬의 아버지) (성우: 최한)

- 반다인의 어머니 (성우: 이영란)

- 블루랜드의 연구원

2기(W)(2016년 ~ 2017년)부터 등장
- 프로페서 C (미래 세계의 나찬) (성우: 엄상현)

- 손나영 (성우: 이현진)

- 강집사 (성우: 이호산)

- 손나영의 부모님 (성우: 이지현/홍범기)

- 김산 (성우: 이현진)

## 악역
1기(2015년 ~ 2016년)부터 등장
- 젤로시아=블랙미러(1기 최종보스) (성우: 젤로시아 - 배정미=블랙미러 - 정승욱)

2기(W)(2016년 ~ 2017년)부터 등장
- 닥터 X(2기(W) 최종보스) (성우: 신용우)

- 마리 (성우: 김율)

## 극장판
- 에디 오스틴 (성우: 안영미)